# Brachyptera
Brachyptera är ett släkte av bäcksländor. Brachyptera ingår i familjen vingbandbäcksländor.

## Dottertaxa tillBrachyptera, i alfabetisk ordning[1][2]
- Brachyptera algirica
- Brachyptera ankara
- Brachyptera arcuata
- Brachyptera auberti
- Brachyptera beali
- Brachyptera berkii
- Brachyptera braueri
- Brachyptera brevipennis
- Brachyptera bulgarica
- Brachyptera calabrica
- Brachyptera demirsoyi
- Brachyptera dinarica
- Brachyptera galeata
- Brachyptera graeca
- Brachyptera helenica
- Brachyptera macedonica
- Brachyptera monilicornis
- Brachyptera phthiotica
- Brachyptera putata
- Brachyptera risi
- Brachyptera ristis
- Brachyptera seticornis
- Brachyptera sislii
- Brachyptera starmachi
- Brachyptera thracica
- Brachyptera transcaucasica
- Brachyptera trifasciata
- Brachyptera tristis
- Brachyptera vera
- Brachyptera zwicki